# Hajóhorgony (antiminta)
Az amatőr rádiózásban és a számítástechnikában, a hajóhorgony haszontalan, elavult, kényelmetlen dolog, ami a metafora szerint csak arra jó, hogy hajót horgonyozzanak le vele. Hasonló kifejezések a tégla, papírlenyomó, vagy ajtótámaszték.

## Amatőr rádiózás

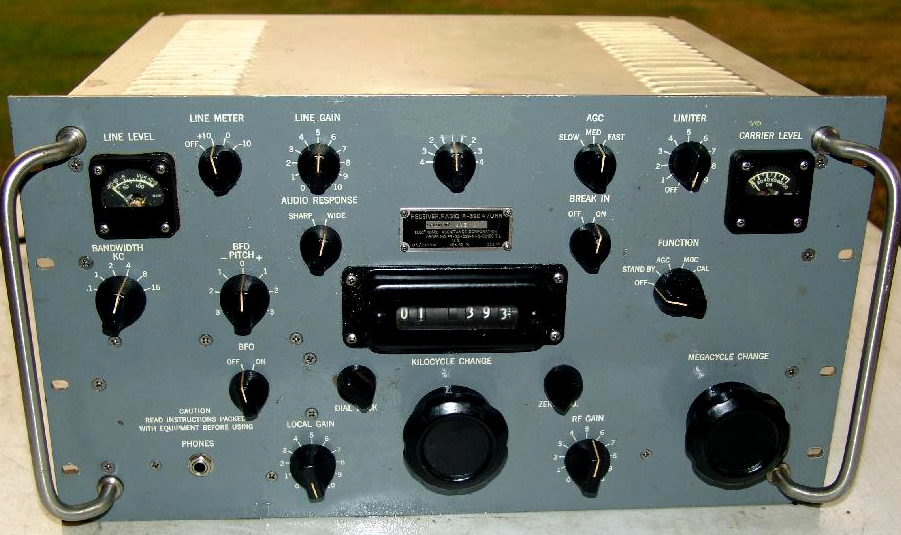
A 40 kg-os Collins R-390A, amit a rajongók drága hajóhorgonynak neveztek.

Az amatőr rádiózásban a hajóhorgony régi, elavult készülék, amivel leggyakrabban az elektroncsöves készülékekre hivatkoznak, amelyek nehezek is voltak.
A metafora először a CQ Amateur Radio Magazine októberi számában jelent meg 1956-ban. Egy olvasói levélben egy Wireless Set No. 19 MK II újrahasznosításáról kérdeztek rádióamatőrök számára. A szerkesztő humoros válaszában arra utalt, hogy ő csak egy lehetőséget ismer: ha egy hosszú madzagon egy hajóhoz kötik, akkor alkalmas lehet horgonynak. Ha valaki más lehetőséget ismer az átalakításra, akkor írjon!
A szerkesztő kifejezésmódját átvették az olvasók, és a CQ 1957 februárjában egy teljesebb történetet jelentetett meg, képekkel.

## Számítógép
A metaforát közvetlenül továbbvitték a régi rádiókról és régi számítógépekre.

### Hardver
A korai számítógépek nagy méretű, nehéz eszközök voltak, amelyek elfoglaltak egy teljes termet. Ahogy egyre kisebbek lettek, a számítástechnikában is használni kezdték a hajóhorgonyt a régebbi, nehezebb gépekre. Ezzel azt jelezték, hogy nehéz, elavult, használhatatlan,  vagy nem működik.

### Programkód

Kód példa

A hajóhorgony elnevezést programkódra is átvitték olyan kódra,  aminek nincs semmi szerepe, csak azért maradt meg, hogy hátha jó lesz még valamire.
Ez antiminta, ami megnehezíti a kód karbantartását. A karbantartó hiába tölt el időt a kódrészlet megértésével és módosításával, míg rájön arra, hogy az adott részletnek semmi köze a program működéséhez, így az általa megoldani kívánt problémához. További problémák a kódbázis méretének növelése, a fordítás idejének meghosszabbodása és a használaton kívüli kód véletlen újjáélesztése, aminek nem várt következményei lehetnek.
A megoldás az efféle kódrészletek eltávolítása a kódbázisból, és külön helyen tárolása. Egyes fejlesztőkörnyezetek ezt azzal segítik, hogy törléskor lehet választani, hogy a fájlokat is törölje-e, vagy csak vegye ki őket a rendszerből. Így szükség esetén a fájlok visszatehetők, hivatkozhatók, de nem fordulnak le, és nem lehet őket véletlenül sem működő kódnak nézni.

## Fordítás
Ez a szócikk részben vagy egészben  a   Boat anchor (metaphor) című angol Wikipédia-szócikk fordításán alapul.  Az eredeti cikk szerkesztőit annak laptörténete sorolja fel. Ez a jelzés csupán a megfogalmazás eredetét és a szerzői jogokat jelzi, nem szolgál a cikkben szereplő információk forrásmegjelöléseként.